# 小行星48774
小行星48774（48774 Anngower）是一颗绕太阳运转的小行星，为主小行星带小行星。该小行星于1997年8月10日发现。
該小行星以加拿大無線電天文學家安·C·高爾（Ann C. Gower）命名。

## 轨道参数
小行星48774的轨道半长轴为2.5688615 UA，离心率为0.066。